# Slaget ved Borodino
Slaget ved Borodino eller Slaget om Moskva stod 7. september 1812 og var det største og blodigste éndagsslag under Napoleonskrigene. Over en kvart million soldater deltog.
Det blev udkæmpet under Napoleons felttog i Rusland og fandt sted mellem den franske La grande armée under Napoleon 1. og den russiske hær under Alexander 1. ved landsbyen Borodino, 12 km vest for byen Mozjajsk. Slaget endte uafgjort,[kilde mangler] men taktiske hensyn tvang russerne til at trække sig tilbage.

## Baggrund
I juni 1812 marcherede Napoleon ind i Rusland, og zar Alexander erklærede fædrelandskrig. Napoleon håbede at møde den russiske hær i åbent terræn for der at kunne udrydde den. Men den russiske krigsminister Michael Andreas Barclay de Tolly trak styrkerne tilbage og gennemførte Den brændte jords taktik. De franske styrker kom derfor i en vanskelig situation, da forsyningslinjerne stadig blev længere.
29. august overtog Mikhail Kutuzov efter Barclay de Tolly som russisk øverstkommanderende, og da Napoleon nærmede sig Moskva, blev det besluttet at stoppe Napoleons videre fremrykning. Ved byen Borodino i guvernementet Moskva fandt Kutuzov, at terrænet var velegnet. Der blev fra 3. september rejst omfattende fæstningsværker af jord og tømmerstokke. Til højre blev rejst en redoute under kommando af Nikolaj Rajevskij, og på den venstre flanke blev der bygget tre skanser under kommando af Pjotr Bagration. Det udgjorde en stærk befæstning.

## Slaget
Vurderingen af parternes styrker varierer; de fleste kilder mener, at 250.000 mand deltog i to omtrent lige store hære, og det gør slaget til et af de største i krigshistorien.
Kl. 5 om morgenen 7. september beordrede Napoleon fuldt frontangreb, en taktik han ikke benyttede så ofte. Kongen af Napoli, Joachim Murat ledede et kombineret infanteri- og kavaleriangreb og indtog den centrale Rajevskij-redoute. Russiske reserver blev sat ind, og kampene bølgede frem og tilbage med meget store tab på begge sider.
Den uventede franske offensiv fra vest, der indtog en russisk redoute, gjorde den russiske situation vanskelig. Den venstre russiske forsvarslinje blev åben, og russerne trak sig mod øst og lavede en ny stilling ved landsbyen Utitza. Den venstre flanke blev derfor liggende isoleret og åben for angreb.
De franske styrker angreb Bagration-skanserne, fire pilespidsformede rettet mod vest ved Moskvafloden. De skulle støtte den russiske venstreflanke, da der ikke var terrænmæssige fordele. Bagration-skanserne blev i løbet af dagen stormet otte gange af franskmændene, men de blev slået tilbage. Kampene bølgede frem og tilbage med store tab på begge sider. Blandt andet blev den russiske kommandant Pjotr Bagration hårdt såret, og han døde fem dage senere. Hans rolle i slaget har gjort ham til en russisk helt; blandt andet opkaldte Josef Stalin Operation Bagration under 2. verdenskrig efter ham. Kampene ved Bagration-skanserne blev så hårde og kaotiske, at de franske kommandanter i felten bad om forstærkninger fra Den kejserlige garde. Napoleon afslog. Ottende gang, franskmændene stormede skanserne, var angrebet så kraftigt, at det russiske artilleri ikke formåede at stoppe dem, og Bagration beordrede infanteriet til modangreb, før franskmændene nåede skanserne. De kraftige kampe varede omkring en time, og af de skønsmæssigt 60.000 franskmænd, som blev samlet til stormangrebet, gik op mod halvdelen tabt.
Klokken 2 om natten trak de russiske styrker sig tilbage i to kolonner til Semolino for at sikre, at hæren blev holdt intakt.
Slaget sluttede uden en entydig sejrherre, men russerne havde ikke held med deres hovedmål: at stoppe den franske fremrykning. De store tab på begge sider gør slaget til et af de blodigste i krigshistorien.